# Муссаж
Мусса́ж (фр. и окс. Moussages) — коммуна во Франции, находится в регионе Овернь. Департамент — Канталь. Входит в состав кантона Морьяк. Округ коммуны — Морьяк.
Код INSEE коммуны — 15137.
Коммуна расположена приблизительно в 410 км к югу от Парижа, в 80 км юго-западнее Клермон-Феррана, в 35 км к северу от Орийака.

## Население
Население коммуны на 2008 год составляло 264 человека.
| 1962 | 1968 | 1975 | 1982 | 1990 | 1999 | 2008 |
| ---- | ---- | ---- | ---- | ---- | ---- | ---- |
| 493  | 502  | 418  | 378  | 319  | 293  | 264  |

## Экономика

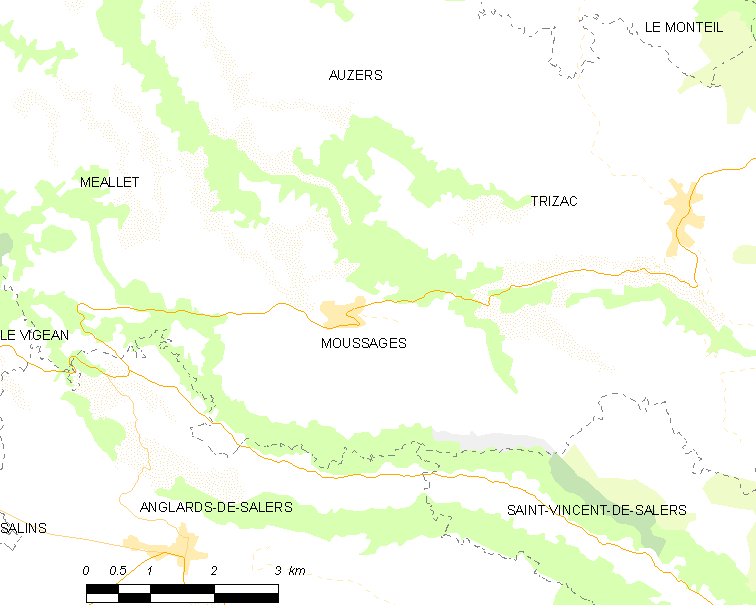
Карта коммуны

В 2007 году среди 164 человек в трудоспособном возрасте (15—64 лет) 116 были экономически активными, 48 — неактивными (показатель активности — 70,7 %, в 1999 году было 64,3 %). Из 116 активных работали 114 человек (70 мужчин и 44 женщины), безработными были 2 мужчин. Среди 48 неактивных 8 человек были учениками или студентами, 13 — пенсионерами, 27 были неактивными по другим причинам.

## Достопримечательности
- Фонтан с восьмиугольным бассейном, украшенным скульптурами (XVIII век). Памятник истории с 1971 года[3]
- Церковь Сен-Бартелеми[фр.] (XII—XIII века). Памятник истории с 1927 года[4]
- Крест на кладбище (XV век). Памятник истории с 1935 года[5]
- Часовня Нотр-Дам-де-Клавье (XI—XII века). Памятник истории с 1986 года[6]